# Liste der Municipios in Tabasco
Der mexikanische Bundesstaat Tabasco ist in 17 Verwaltungsbezirke (Municipios) unterteilt. Diese sind in zwei Regionen (Grijalva und Usumacinta) unterteilt, die sich wiederum in fünf Subregionen aufspalten (Centro, Chontalpa, Sierra, Ríos und Pantanos). Die Verwaltungsbezirke werden aus 2.472 Ortschaften (span. Localidades) (davon 104 urbane = städtische) gebildet. Zu den ländlichen Gemeinden (Pueblos) zählen ebenso Farmen (Ranchos, Haziendas) und andere alleinstehende Gebäude (Mühlen, Poststationen, Tankstellen usw.). Die Zahl der Ortschaften ist in den letzten Jahren rückläufig (2000: 2.605; 2010: 2.499).

Lage der Municipios im Bundesstaat Tabasco

| Schlüs- sel          | Municipio            | Verwaltungssitz (Cabecera Municipal) | Subregion   | Fläche [km²] | Einwohnerzahl | Einwohnerzahl | Einwohnerzahl | Bevöl- kerungs- dichte [Ew. pro km²] | Anzahl der Orte (Localidades) |
| Schlüs- sel          | Municipio            | Verwaltungssitz (Cabecera Municipal) | Subregion   | Fläche [km²] | 2000          | 2010          | 2020          | Bevöl- kerungs- dichte [Ew. pro km²] | Anzahl der Orte (Localidades) |
| -------------------- | -------------------- | ------------------------------------ | ----------- | ------------ | ------------- | ------------- | ------------- | ------------------------------------ | ----------------------------- |
| 001                  | Balancán             | Balancán de Domínguez                | Ríos        | 3.577,36     | 54.265        | 56.739        | 58.524        | 16,4                                 | 357                           |
| 002                  | Cárdenas             | Heroica Cárdenas                     | Chontalpa   | 2.049,09     | 217.261       | 248.481       | 243.229       | 118,7                                | 171                           |
| 003                  | Centla               | Frontera                             | Pantanos    | 2.693,35     | 88.218        | 102.110       | 107.731       | 40,0                                 | 200                           |
| 004                  | Centro               | Villahermosa                         | Centro      | 1.717,76     | 520.308       | 640.359       | 683.607       | 398,0                                | 205                           |
| 005                  | Comalcalco           | Comalcalco                           | Chontalpa   | 768,19       | 164.637       | 192.802       | 214.877       | 279,7                                | 116                           |
| 006                  | Cunduacán            | Cunduacán                            | Chontalpa   | 598,71       | 104.360       | 126.416       | 137.257       | 229,3                                | 116                           |
| 007                  | Emiliano Zapata      | Emiliano Zapata                      | Ríos        | 592,31       | 26.951        | 29.518        | 32.181        | 54,3                                 | 69                            |
| 008                  | Huimanguillo         | Huimanguillo                         | Chontalpa   | 3.717,70     | 158.573       | 179.285       | 190.885       | 51,3                                 | 331                           |
| 009                  | Jalapa               | Jalapa                               | Sierra      | 592,35       | 32.840        | 36.391        | 37.749        | 63,7                                 | 64                            |
| 010                  | Jalpa de Méndez      | Jalpa de Méndez                      | Centro      | 369,62       | 68.746        | 83.356        | 91.185        | 246,7                                | 64                            |
| 011                  | Jonuta               | Jonuta                               | Pantanos    | 1.644,76     | 27.807        | 29.511        | 30.798        | 18,7                                 | 157                           |
| 012                  | Macuspana            | Macuspana                            | Pantanos    | 2.429,07     | 133.985       | 153.132       | 158.601       | 65,3                                 | 219                           |
| 013                  | Nacajuca             | Nacajuca                             | Centro      | 535,32       | 80.272        | 115.066       | 150.300       | 280,8                                | 76                            |
| 014                  | Paraíso              | Paraíso                              | Chontalpa   | 407,57       | 70.764        | 86.620        | 96.741        | 237,4                                | 48                            |
| 015                  | Tacotalpa            | Tacotalpa                            | Sierra      | 734,60       | 41.296        | 46.302        | 47.905        | 65,2                                 | 87                            |
| 016                  | Teapa                | Teapa                                | Sierra      | 420,81       | 45.834        | 53.555        | 58.718        | 139,5                                | 56                            |
| 017                  | Tenosique            | Tenosique de Pino Suárez             | Ríos        | 1882,35      | 55712         | 58960         | 62310         | 33,1                                 | 136                           |
| 27 Estado de Tabasco | 27 Estado de Tabasco | Villahermosa                         | 0024.730,93 | 001.891.829  | 002.238.603   | 002.402.598   | 97,1          | 2.472                                |                               |

## Regionen
| Región Usumacinta | Región Grijalva |

| Chontalpa | Centro   |
| Sierra    | Pantanos |
| Ríos      |          |

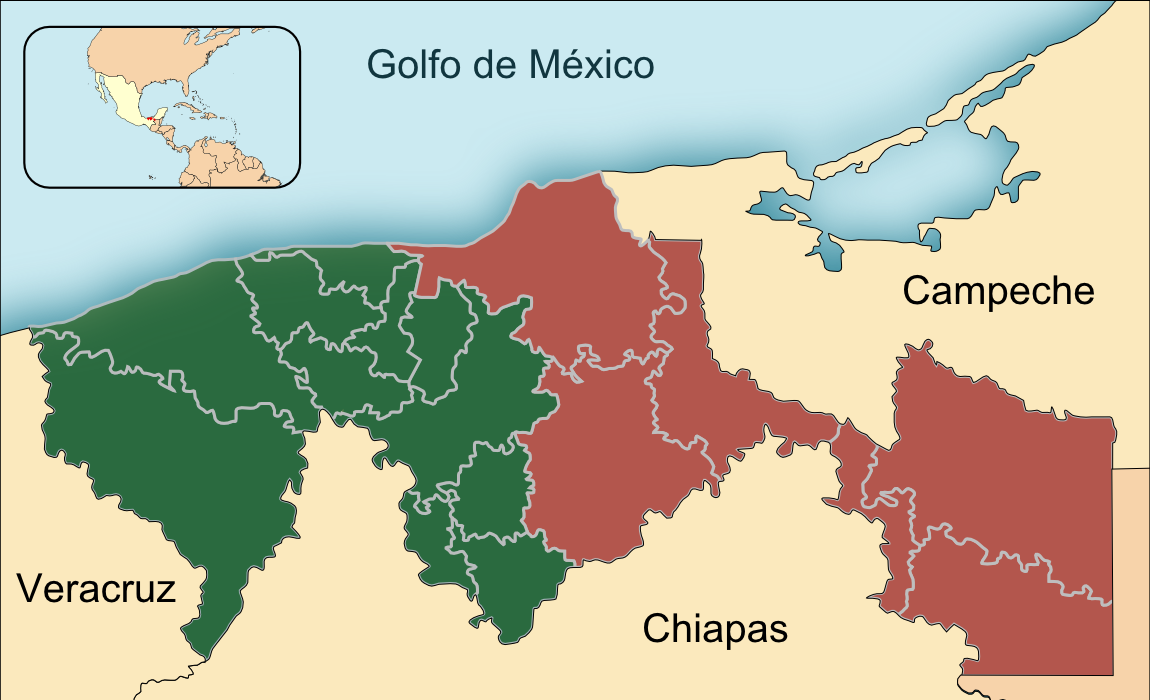
Regionen im Bundesstaat Tabasco

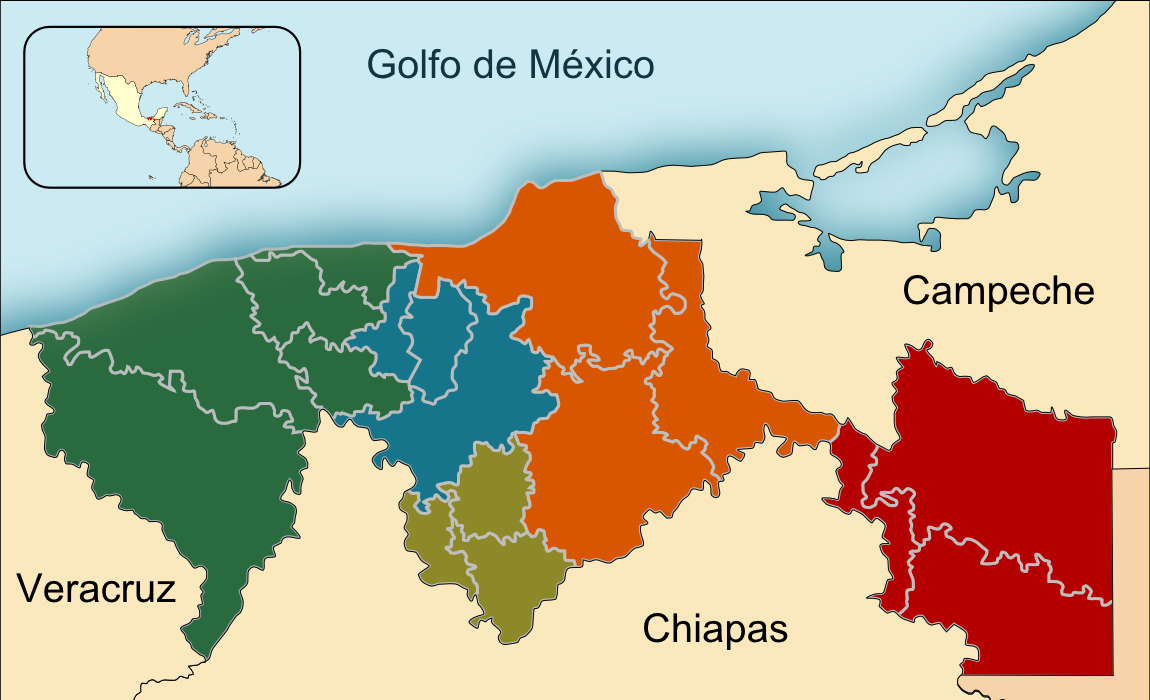
Subregionen im Bundesstaat Tabasco

Die nachfolgende Tabelle der Regionen wurde auf rechnerischer Basis der Volkszählung von 2020 erstellt und erhebt keinen Anspruch auf Plausibilität durch den Bundesstaat México. Sie dient lediglich zur Information über die angezeigten administrativen Einheiten und deren Komponenten.
| Region/ Subregion | Fläche      | Fläche      | Einw. 2020  | Einw. 2020  | Dichte | Municipio | Municipio | Localidad | Localidad |
| Region/ Subregion | [km²]       | anteil. [%] | Zensus 2020 | anteil. [%] | Dichte | Anzahl    | Ø Einw.   | Anzahl    | Ø Einw.   |
| ----------------- | ----------- | ----------- | ----------- | ----------- | ------ | --------- | --------- | --------- | --------- |
| Grijalva          | 11.911,72   | 48,17       | 1.952.453   | 81,26       | 163,9  | 11        | 00177.496 | 1.334     | 1.464     |
| 00Centro          | 2.622,70    | 10,60       | 925.092     | 38,50       | 352,7  | 3         | 308.364   | 345       | 2.681     |
| 00Chontalpa       | 7.541,26    | 30,49       | 882.989     | 36,75       | 117,1  | 5         | 176.598   | 782       | 1.129     |
| 00Sierra          | 1.747,76    | 7,07        | 144.372     | 6,01        | 82,6   | 3         | 48.124    | 207       | 697       |
| Usumacinta0000    | 0012.819,20 | 51,83       | 450.145     | 18,74       | 35,1   | 6         | 75.024    | 1.138     | 396       |
| 00Pantanos        | 6.767,18    | 27,36       | 297130      | 12,37       | 43,9   | 3         | 99043     | 576       | 516       |
| 00Ríos            | 6.052,02    | 24,47       | 153.015     | 6,37        | 25,3   | 3         | 51.005    | 562       | 272       |
| SUMME             | 24.730,93   |             | 2.402.598   |             | 97,1   | 17        | 141.329   | 2.472     | 972       |